# Hepneriana stylata
Hepneriana stylata är en insektsart som först beskrevs av Irena Dworakowska 1980.  Hepneriana stylata ingår i släktet Hepneriana och familjen dvärgstritar. Inga underarter finns listade i Catalogue of Life.